# Marčana
 Marčana   (olaszul: Marzana) falu és község Horvátországban, Isztria megyében. Közigazgatásilag Belavići, Bratulići, Cokuni, Divšići, Filipana, Hreljići, Kavran, Krnica, Kujići, Loborika, Mali Vareški, Mutvoran, Orbanići, Pavićini, Peruški, Pinezići, Prodol, Rakalj, Šarići, Šegotići és Veliki Vareški települések tartoznak hozzá.

## Fekvése
Az Isztria délkeleti részén, Pólától 15 km-re északkeletre, egy karsztos fennsíkon, a Pólából Labinba vezető főút mellett fekszik.

## Története
A Marčana környékén talált leletek tanúsága szerint itt már a történelem előtti időben is éltek emberek, akik kezdetben lakóhelyüket a vidék természet által kialakított üregeiben, barlangjaiban alakították ki. 
Az egyik ilyen emberi lakóhely a közeli Ljubičeva-barlang volt, ahol sok őskori használati tárgyat, cseréptöredéket, csontmaradványt és kőszerszámot találtak. A cserépmaradványok tanulmányozása során megállapították, hogy az ember már a neolitikumban (i. e. 2000 és 1800 között) lakta ezt a helyet, mely később is folyamatosan lakott volt egészen a bronzkorig. A rómaiak i. e. 177-ben hódították meg az Isztriát az illír törzsektől miután kimerítő ostrommal bevették Nesactium erődjét, melyet az utolsó hisztri uralkodó Epulon védett. Marčana neve is a római korból ered. A Marciana nevű római településről kapta a nevét, melynek a Marcia család volt a birtokosa. Történészek feltételezése szerint a falu területén római villa is állt, amelynek nem maradtak fenn falmaradványai. Az itt talált kőtöredékek azonban arra utalnak, hogy itt egy gazdag római villagazdaság, ún. „villa rustica” volt. A Marčana körüli tágas művelésra alkalmas földek sűrű településhálózatot tettek lehetővé, melyet a közeli Pinezićin fennmaradt római villamaradványok bizonyítanak. Két ilyen villa volt még Pinezićitől délre a Kazali és Bolovan nevű helyeken és egy a Fioran, Gromača nevű helyen is. Az ezeken a helyeken talált nagy számú cserpétöredék megerősíti a római villák létezését. Az esővizet gyűjtő ciszterna maradványai kerültek elő a falutól 1 km-re délkeletre levő Paužinka nevű helyen, mely szintén egy római villagazdaság egyedüli maradványa. Marčanán egy Hadrianus császár által veretett bronz pénzérme is előkerült a 117 és 138 közötti időből a császár képével és nevével.
Marčana első írásos említése 1243-ból származik egy okiratból, melyben több pólai méltóság között, Marčana két képviselője Andreas és Ioannes de Marzana is hűségesküt tesznek a Velencei Köztársaságnak. A Póla területéhez tartozó falu 1331-től hivatalosan is velencei fennhatóság alá került. Marčana a középkorban osztozott az Isztria délkeleti településeinek sorsában, melyek a 13. 14. 15. században és a 16. század első felében sokat szenvedtek a háborús pusztítások, a járványok, a védtelen települések pusztulása következtében. 1527-ben, miután a Pólához tartozó egész  terület elpusztult egy szörnyű járvány miatt, több próbálkozás történt Marčana vidékének újratelepítésére. A görög családok betelepítése után feltételezhető, hogy fejlett volt a kézművesség bár a levéltári forrásokban erről nincsenek fennmaradt adatok. A település középkori története szoros kötődik a közeli Mutrovanhoz. 1853-ig ugyanis Marčana a mutrovani plébániához tartozott, majd 1912-ig amikor önálló plébánia lett a mutrovani káplánság része volt. 1797-ben a Velencei Köztársaság bukása után francia megszállás alá került és az 1805-ben napóleoni gyámság alatt létrehozott Olasz Királyság része lett. 1814-től 1918-ig Ausztriához tartozott. 1857-ben 587, 1910-ben 1064 lakosa volt. Lakói főként mezőgazdaságból éltek. Az első világháború után Olaszországhoz került. A második világháború után Jugoszlávia része lett. Jugoszlávia felbomlása után 1991-ben a független Horvátország része lett. 2011-ben a falunak 1072, a községnek összesen 4260 lakosa volt.

## Lakosság
| Lakosság változása | Lakosság változása | Lakosság változása | Lakosság változása | Lakosság változása | Lakosság változása | Lakosság változása | Lakosság változása | Lakosság változása | Lakosság változása | Lakosság változása | Lakosság változása | Lakosság változása | Lakosság változása | Lakosság változása | Lakosság változása |
| ------------------ | ------------------ | ------------------ | ------------------ | ------------------ | ------------------ | ------------------ | ------------------ | ------------------ | ------------------ | ------------------ | ------------------ | ------------------ | ------------------ | ------------------ | ------------------ |
| 1857               | 1869               | 1880               | 1890               | 1900               | 1910               | 1921               | 1931               | 1948               | 1953               | 1961               | 1971               | 1981               | 1991               | 2001               | 2011               |
| 587                | 722                | 817                | 930                | 988                | 1064               | 1183               | 1295               | 1255               | 1246               | 1201               | 1094               | 1036               | 1006               | 1015               | 1072               |

## Nevezetességei
Szent Péter és Pál apostolok tiszteletére szentelt háromhajós plébániatemploma a 15. században épült, később többször átépítették. 25 méter magas különálló harangtornya 1846-ban épült. Három oltárát kőből és márványból építették. Különlegessége a kőből és fából készített díszes keresztelőmedence. A templom körül temető található. 
Páduai Szent Antal tiszteletére szentelt középkori templomát a 17. században bővítették, újbóli felszentelése 1709-ben történt.